# 橋本亮介
橋本 亮介（はしもと りょうすけ、1973年（昭和48年）11月27日-）は、日本の商業空間デザイナー・インテリアデザイナー。オジデザインワークス株式会社代表取締役社長。一般社団法人ライセンス代表理事。ICSカレッジオブアーツ非常勤講師。商業施設、特にレストランや歯科医院・医科クリニックの設計、ブランディングには定評があるが、設計のみならず、ロゴのデザインやコーディネートなどトータルでデザインを行う事で、商業施設にブランディングという概念を持ち込み、商業施設の空間デザインの分野で評価を受けている。

## 人物
1973年生まれ。初めてやりたいと思ったのが、デザインだった。原兆英、原成光に師事。インテリアデザイン及び建築デザイン、グラフィックデザイン、コーディネートなどを学ぶ。2002年、オジデザインワークスとして活動を開始。2004年、オジデザインワークス株式会社を設立し代表取締役に就任。建築家、インテリアデザイナー、グラフィックデザイナー、Webデザイナー、コーディネーター、スタイリストなど各専門家から構成されたチームでの総合的なアプローチによるブランディングにより、数多くのレストランや医院、ホテル、レストラン、アミューズメント施設など商業施設、アパレルブランドなどのデザインを手掛ける。その他、企業の広告デザイン、ロゴやパッケージデザイン、コーポレートアイデンティティ計画等の裾野の広いデザイナー活動や、商業施設デザイン・ブランドに関する講演活動、ICSカレッジオブアーツなどデザイン学校の講師を務める。特に歯科・医科クリニックの空間デザインでは、300件以上の実績がある。
原兆英、原成光以外ではアートディレクターの佐藤卓のほか、特に株式会社アマナの進藤博信に影響を受けた。橋本はデザインの源泉は社会にあると考え、自身の作風を優先すべきではなく、あくまでもデザインよりもマーケティングの観点からブランディングを提供すべきと考えている。「これまでになかったものには、なかったなりの理由があるはずで、新しいものとは奇をてらったものではない。それが分かった時に初めて新しいものを作るチャンスがある」と発言している。また、デザインは新人時代より、すべて手書きで行っている。

## 経歴
- 1973年生まれ。ジョイントセンター株式会社代表の原兆英、原成光らに師事。
- 2002年 - オジデザインワークス活動開始。
- 2004年 - オジデザインワークス株式会社設立、代表取締役就任。
- 2011年 - ICS college of arts 非常勤講師就任。
- 2015年 - 一般社団法人ライセンス設立、代表理事就任。
- 2004年 - 株式会社アンドイノベーション取締役就任。
- 2018年 - 12月10日、書籍『DENTAL SPACE DESIGN』の発刊を記念したトークイベントにゲストとして出演[4][8]。
- 2020年 - 名古屋市の産婦人科医院のデザインで2020年度グッドデザイン賞受賞[9]。
- 2023年 - 医療法人エイレイテュイア「岡崎バースクリニック」と医療法人スマイルプラン「スマイルプラン歯科クリニックOSAKA」が、Asia Pacific Property Awards を受賞し、Public Service Interior Japanとなる[10]。

（他出典:）

## 受賞歴
- JCD デザインアワード 2006 新人賞（cafe elable）
- JCD デザインアワード 2007 Best 100（saraku）
- JCD デザインアワード 2007 Best 100（numazukou）
- 第18回 BEST STORE OF THE YEAR 2010 優秀賞TOKYO REGENERATIVE MEDICINE CENTER）
- IES Illumination Awards / Illumination Award for Interior Lighting Design / Award of Merit[5]
- 北米照明学会照明賞 インテリア照明設計賞（部門佳作、2017年）大型健康複合施設「Sunny Bay」（北京）[5]
- 2020年度グッドデザイン賞
- Asia Pacific Property Awards 2023-2024（エイレイテュイア「岡崎バースクリニック」、スマイルプラン「スマイルプラン歯科クリニックOSAKA」）[10]

（他出典:）

## 代表的なデザイン例
- 中国の大型健康複合施設「サニーベイ」（ 2017年北米照明学会照明賞 インテリア照明設計賞受賞）[5]
- イオンモール出雲、イオンスタイル鎌取のフードコートデザイン[12][13]
- サンスター財団附属千里歯科診療所[14]
- たかの友梨ビューティクリニック ミオプラザ館天王寺店の全面改装

アールヌーボーやアジアンテイストの融合を試み、赤を基調とした非日常感をクライアントの依頼通り表現し注目された。

## ロケ地として
橋本のデザインによる歯科医院は、以下の作品のロケ地に使用されている。
- 2006年のハリウッド映画『バベル』（出演：ブラット・ピット、役所広司、菊地凛子）[17]。
- 2012年1月20日から3月23日まで放送されたTBS系列の金曜ドラマ『恋愛ニート〜忘れた恋のはじめ方』(中目黒の歯科医院)[18]。
- 2016年にTBS系でテレビドラマ化された「逃げるは恥だが役に立つ」（新垣結衣主演）の第4話（12月20日放送）[19]。